# Moneilema
Moneilema là loài bọ cánh cứng màu đen lớn không bay được tìm thấy ở các sa mạc Bắc Mỹ ở tây Hoa Kỳ và bắc México.  M. gigas bản địa ở sa mạc Sonora ở độ cao dưới 1500 mét. Cánh trước đơn và cứng. Chi gồm 20 loài.

## Loài
Chi này có 20 loài:
- Moneilema albopictum (White 1856)
- Moneilema annulatum (Say 1824)
- Moneilema appressum (LeConte 1852)
- Moneilema armatum (LeConte 1853)
- Moneilema aterrimum (Fisher 1931)
- Moneilema blapsides (Newman 1838)
- Moneilema crassipes (Fisher 1931)
- Moneilema ebeninum (Bates 1885)
- Moneilema gigas (LeConte 1873)
- Moneilema longipes (White 1856)
- Moneilema manni (Psota 1930)
- Moneilema mexicanum (Fisher 1926)
- Moneilema michelbacheri (Linsley 1942)
- Moneilema opuntiae (Fisher 1928)
- Moneilema punctipennis (Fisher 1926)
- Moneilema rugosissimum (Casey 1924)
- Moneilema semipunctatum (LeConte 1852)
- Moneilema subrugosum (Bland 1862)
- Moneilema variolare (Thomson 1867)
- Moneilema wickhami (Psota 1930)